# Marquesado de Casa Ferrandell
El marquesado de Casa Ferrandell es un título nobiliario español creado el 5 de agosto de 1790 por el rey Carlos IV con la denominación de «marquesado de la Cueva» a favor de José Ignacio Ferrandell y Guall-Moix, regidor perpetuo de Palma de Mallorca. Se le concedió la Grandeza de España el 8 de octubre de 1803.

## Nombre
Su denominación original, marquesado de la Cueva, hacía referencia a la localidad de la «Cove» de Valldemosa (Cueva, en español), en Mallorca, donde las familias Ferrandell y Gual-Moix, tenían extensas propiedades rústicas.
Cambiada su denominación por la actual de «Marquesado de Casa Ferrandell» el 24 de marzo de 1806 con confirmación de la Grandeza de España a favor de su sobrina, la segunda marquesa, María Francisca de Villalonga y Ferrandell.

## Marqueses de la Cueva / Casa Ferrandell
|                                 | Titular                                     | Periodo                |
| Creación por Carlos IV          | Creación por Carlos IV                      | Creación por Carlos IV |
| ------------------------------- | ------------------------------------------- | ---------------------- |
| I                               | José Ignacio Ferrandell y Gual-Moix         | 1790-1804              |
| II                              | María Francisca de Villalonga y Ferrandell  | 1806-1835              |
| Rehabilitación por Alfonso XIII |                                             |                        |
| III                             | Fernando González Valerio y González Maroto | 1917-1923              |
| IV                              | Ramón Maroto y Moxó                         | 1925-1942              |
| V                               | Manuel Maroto y Coll                        | 1952-1966              |
| VI                              | Victoria Maroto de Mesa                     | 1967-2008              |
| VII                             | Ramón Maroto Cotoner                        | 2010-2015              |
| VIII                            | Natalia Maroto de Mesa                      | 2016-pres.             |

## Historia de los Marqueses de la Cueva / Casa Ferrandell
I. José Ignacio Ferrandell y Guall-Moix (fallecido en 1804), grande de España, i marqués de la Cueva, Posteriormente llamado «Casa Ferrandell».
Le sucedió, de su hermana María Ignacia Ferrandell que casó con Felipe de Villalonga y Pinós, la hija de ambos, por tanto su sobrina:
II. María Francisca de Villalonga y Ferrandell (1771-1835), grande de España, ii marquesa de la Cueva. Cambiada la denominación, en 1806, a i marquesa de Casa Ferrandell.
Casó con Ramón Fernández Maroto y González Ruiz.

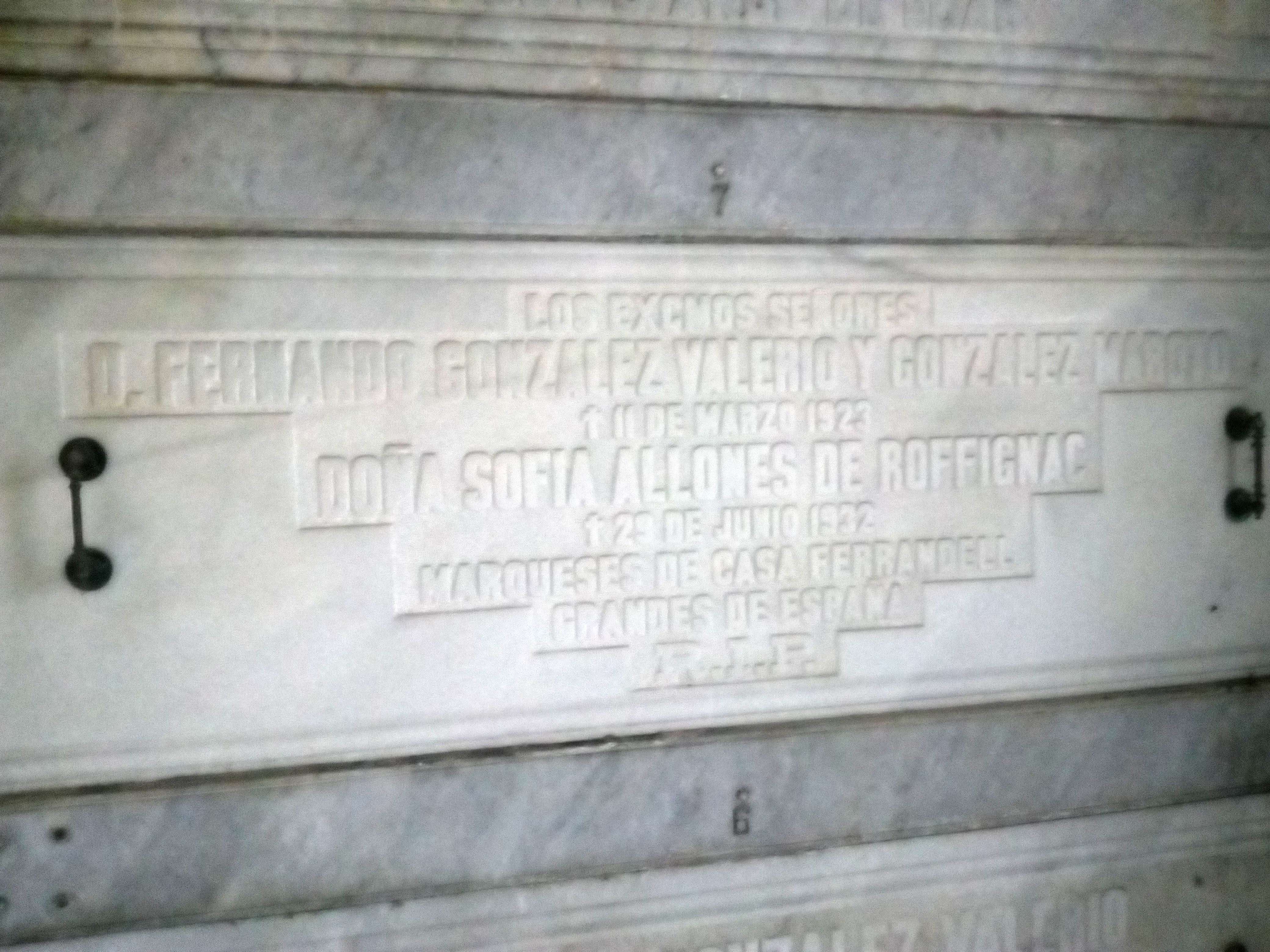
Tumba de los iii marqueses de Casa Ferrandell, en el Panteón González-Valerio del Cementerio de San Amaro. Foto de Gonzalo Fernández de Navarrete González-Valerio. 2017.

III. Fernando González Valerio y González Maroto (1872-1923), grande de España, iii marqués de Casa Ferrandell, senador del Reino.
Casó con la noble de ascendencia francesa Sofía Allones y de Roffigna. La tumba de los iii Marqueses de Casa Ferrandell, Fernando González-Valerio González-Maroto (El Ferrol 1872- Madrid 1923)  y su mujer Sofía Allones de Roffignac, descendiente del conde de Roffignac  René-Annibal de Roffignac, Grande de España de primera Clase, Caballero de la orden de Montesa, se encuentra en el Panteón González-Valerio del Cementerio de San Amaro en La Coruña, dónde también reposa su nieta,  IV Marquesa de Ximénez de Tejada, llamada Bárbara González-Valerio de Aspe (La Coruña 1946- Madrid 2021).
Le sucedió, en 1925, por ejecución de sentencia:
IV. Ramón Maroto y Moxó, grande de España, iv marqués de Casa Ferrandell.
Casó con María de Coll y Roca. Le sucedió, en 1952, su hijo:
V. Manuel Maroto y Coll (f. en 1966), grande de España, v marqués de Casa Ferrandell.
Casó con Rosalía de Mesa y Álvarez. Le sucedió, en 1967, su hija:
VI. María Victoria Maroto de Mesa (n. en 1947), grande de España, vi marquesa de Casa Ferrandell.
Casó con Pablo Donatelli Jordi. Le sucedió, en ejecución de sentencia:
VII. Ramón Maroto Cotoner, grande de España, vii marqués de Casa Ferrandell.
Casó con Inés Pérez de Herrasti y Urquijo. Le sucedió, en ejecución de sentencia:
VIII. Natalia Maroto de Mesa, grande de España, viii marquesa de Casa Ferrandell.
Hermana de la vi marquesa.